# George Clifford (cầu thủ bóng đá)
George Clifford (10 tháng 2 năm 1896 – sau 1930) là một cầu thủ bóng đá người Anh từng thi đấu ở Football League cho Mansfield Town và Portsmouth. Ông sinh ra ở Harrogate.